# Romulea melitensis
Romulea melitensis är en irisväxtart som beskrevs av Augusto Béguinot. Romulea melitensis ingår i släktet Romulea och familjen irisväxter. Inga underarter finns listade i Catalogue of Life.